# Baker (Californië)
Baker is een plaats in de Amerikaanse staat Californië. Het ligt op zo'n 80 kilometer ten zuidwesten van Las Vegas (Nevada). In 2010 had de plaats 735 inwoners.

## Geschiedenis
Baker werd in 1908 gesticht als een station aan de Tonopah and Tidewater Railroad, en is genoemd naar Richard C. Baker, die samen met Francis Marion Smith verantwoordelijk was voor de totstandkoming van de spoorlijn. De plaats kreeg in 1929 de officiële status van town dankzij Ralph Jacobus Fairbanks, een ondernemer die meerdere plaatsen in de regio Death Valley stichtte, waaronder Shoshone.

## Geografie
Volgens het United States Census Bureau beslaat de plaats een oppervlakte van
110,0 km², geheel bestaande uit land. Baker ligt op ongeveer 283 m boven zeeniveau.

## Bijzonderheden
In Baker staat aan de Baker Blvd de grootste thermometer ter wereld..